# Okkyung Lee
Okkyung Lee (* 1975 in Daejeon/Südkorea) ist eine südkoreanische Cellistin (Interpretin, Improvisatorin) und Komponistin.

## Leben und Wirkung
Lee, die in Daejeon, Korea, aufwuchs, zog 1993 nach Boston, wo sie studierte und Abschlüsse sowohl in Komposition und Filmmusik (Berklee College of Music) und Improvisation (New England Conservatory) erhielt. Seit ihrem Umzug 2000 nach New York City hat sie mit verschiedensten Künstlern gespielt und auch Aufnahmen gemacht. Dazu gehören Derek Bailey, Carla Bozulich, Nels Cline, Anthony Coleman, Chris Corsano, Sylvie Courvoisier, Mark Dresser, Fred Frith, Carolos Giffoni, Shelley Hirsch, Lindha Kallerdahl, Andrew Lampert, Paul Lytton, Miya Masaoka, Raz Mesinai, Min Xiao-fen, Thurston Moore, Butch Morris, Larry Ochs, Jim O’Rourke, Beth Orton, Evan Parker, Zeena Parkins, Marina Rosenfeld, Wadada Leo Smith, C. Spencer Yeh und John Zorn.
Lee entwickelte eine eigene Musiksprache, wobei sie auf zeitgenössischen Cellotechniken und profunden Erfahrungen in Improvisation und Komposition aufbauen konnte. Ihre solide klassische Ausbildung als Sprungbrett nutzend, verschmilzt sie Jazz, Sounds, traditionelle koreanische Musik und Geräusche und schafft eine einzigartige musikalische Synthese.
Lee tritt häufig als Solo-Performerin und mit eigenen Ensembles auf. Außerdem arbeitet sie häufig mit den Gruppen von Pianist/Komponist Vijay Iyer und von Poet und Hip-Hopper Mike Ladd sowie im Duo mit Turntable-/Videokünstler Christian Marclay.
Lee ist auf wichtigen Festivals sowohl in Nordamerika (Victoriaville, Portland, San Francisco, Whitney Biennial 2006 „Day for Night“ in New York) als auch in Europa (mœrs festival, Taktlos Festival Zürich/Basel, Biennale Venedig, Kontracom Festival in Salzburg) aufgetreten. 2020 wurde sie gemeinsam mit anderen Musikern mit dem Instant Award in Improvised Music ausgezeichnet.

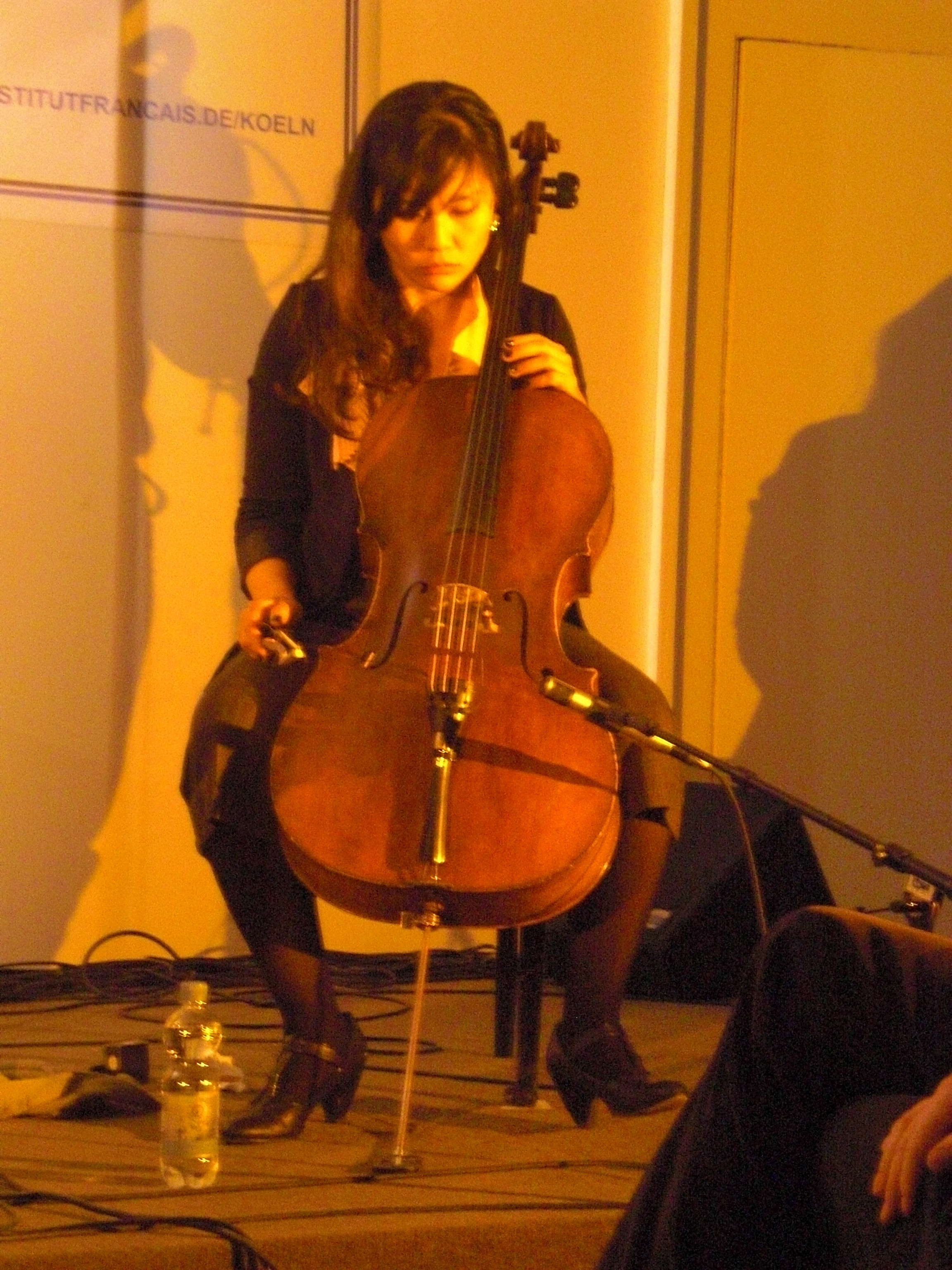
Okkyung Lee beim Vive Le Jazz-Festival im Konzert mit Achim Kaufmann und Frank Gratkowski im Institut français Köln 2011

## Diskographische Hinweise
- Nihm (Tzadik, 2005)
- I Saw The Ghost of an Unknown Soul and It Said… (Ecstatic Peace, 2008)
- Noisy Love Songs (Tzadik, 2010)
- Okkyung Lee & Phil Minton Anicca (Dancing Wayang, 2011)
- Parker / Lee / Evans The Bleeding Edge (Psi, 2011)
- Ghil (Ideologic Organ/Editions Mego, 2013)[2]
- Frank Gratkowski, Achim Kaufmann, Wilbert de Joode, Okkyung Lee, Richard Barrett, Tony Buck SKEIN (leo Records 2014)
- Dahl-Tah-Ghi (Pica Disc, 2018)
- Ellen Fullman & Okkyung Lee: The Air Around Her (2019)
- Yeo-Neun (Shelter Press,  2020)